# Укок (озеро)
Укок — озеро на плоскогорье Укок, республика Алтай, Россия. Расположено в юго-западной части плоскогорья.
Высота над уровнем моря — 2416 м.
В озеро впадает река Кара-Булак, которая затем, проходя сквозь озеро поменьше, впадает слева в реку Акалаха. Вглубь озера сильно врезается полуостров. Также имеются несколько небольших островов.
Почти со всех сторон озеро окружают вершины: с севера и запада над озером возвышаются две горы: 2624 и 2801 м, а с юга примыкает гора Булак, 2547 м.

## Фауна
Водится хариус.

## Топографические карты
- Лист карты M-45-XXVIII Аргамджи. Масштаб: 1 : 200 000. Состояние местности на 1969-1978 год. Издание 1983 г.